# Carinotetraodon lorteti
Carinotetraodon lorteti е вид лъчеперка от семейство Tetraodontidae. Видът не е застрашен от изчезване.

## Разпространение
Разпространен е във Виетнам, Индонезия (Сулавеси), Камбоджа, Малайзия (Западна Малайзия и Саравак), Сингапур и Тайланд.

## Описание
На дължина достигат до 6 cm.